# 白川郡
白川郡（：／ Paechŏn gun */?）是朝鮮民主主義人民共和國黃海南道東南部的一個郡，位於禮成江口的延白平原上，南望大韓民國仁川廣域市喬桐島。2008年人口159,825人。下分1邑、1勞動者區、25里。
1413年始稱白川。1914至1952年與延安郡同屬一郡，即延白郡。